# Tetraulax lateralis
Tetraulax lateralis är en skalbaggsart som beskrevs av Jordan 1903. Tetraulax lateralis ingår i släktet Tetraulax och familjen långhorningar.
Artens utbredningsområde är Ghana. Inga underarter finns listade i Catalogue of Life.